# Margorabbia
Die Margorabbia ist ein rund 19 km langer Nebenfluss der Tresa in der Provinz Varese in der Lombardei, Italien. Die Margorabbia entspringt nahe Valganna. Danach bildet die Margorabbia eine Anzahl kleiner Seen, darunter den Lago di Ganna und den Lago di Ghirla. In der Nähe von Cunardo fließt der Fluss bis nach Ferrera di Varese unterirdisch durch die Höhlen Pont Niv, Antro dei Morti, Grotte di Villa Radaelli und Grotte del Traforo. Die Margorabbia besitzt eine Vielzahl von Nebenflüssen. Die größten sind von links die Rancina und die Gesone und von rechts die Boggione, die Lisascora und die Grantorella.